# Goffredo Canino
Goffredo Canino (Riva del Garda, 25 luglio 1931 – Sceaux, 2 aprile 2008) è stato un generale italiano, capo di stato maggiore dell'Esercito italiano dal 1990 al 1993.

## Biografia

### Gli studi e gli incarichi
Nato a Riva del Garda il 25 luglio 1931, si trasferì giovane ad Altofonte in provincia di Palermo, in quanto figlio di un ufficiale dell'esercito in servizio presso il Comando della Regione Militare Sud. Diplomatosi al liceo classico di Palermo, venne ammesso all'Accademia militare di Modena con il 7º Corso normale nel 1950, terminando gli studi con il massimo dei voti e l'eccellenza.
Prestò servizio nel 114º Reggimento fanteria "Mantova" a Gorizia, per essere promosso poi tenente e passare al comando di una compagnia. Dal 1957 al 1959 fu a capo del plotone allievi presso l'Accademia militare di Modena dove svolse anche il ruolo di istruttore di armi e insegnante di storia militare. In seguito comandò anche una compagnia fucilieri del 59º Reggimento fanteria "Calabria" stanziato a Palmanova. Nel 1970 passò al comando di un battaglione dell'82º Reggimento fanteria "Torino", divenendone comandante di reggimento quattro anni dopo. Promosso generale nel 1979, lo stesso anno fu nominato comandante della Brigata meccanizzata "Legnano" e dal 1983 fino al 1985, della Divisione meccanizzata "Folgore" di Treviso. Terminate le proprie funzioni nella Divisione Meccanizzata "Folgore", venne trasferito alla Regione Militare Centrale di Roma come vice comandante, e nel 1987 ebbe il comando della Regione Militare Tosco-Emiliana a Firenze.
Tra gli altri incarichi, fu comandante dell'Accademia militare di Modena, addetto all'addestramento e alle operazioni della Divisione meccanizzata "Mantova" a Udine e del III Corpo d'armata a Milano, direttore generale per gli ufficiali dell'Esercito Italiano.
I suoi studi militari durante la sua carriera comprendono:
- corso di preparazione tecnica presso il Servizio tecnico di artiglieria
- corsi di stato maggiore presso la Scuola di guerra in Civitavecchia
- corso stati maggiori interforze presso la Scuola di guerra aerea di Firenze
- corso superiore di stato maggiore della scuola di guerra di Madrid.

### Capo di stato maggiore dell'Esercito italiano
Nel 1987 venne destinato al Comando Ufficio operazioni riservate dello stato maggiore per incarichi speciali. Il 1º aprile 1990 fu nominato capo di stato maggiore dell'Esercito italiano lasciando l'incarico di comandante dell'ufficio operazioni riservate, che comprendeva il comando diretto del 9º Reggimento d'assalto paracadutisti "Col Moschin" tramite il generale Franco Monticone e la supervisione delle attività del 1º Reggimento carabinieri paracadutisti "Tuscania" all'epoca ancora battaglioni, sul territorio italiano.
Mantenne l'incarico fino al 1993, affrontando al vertice dell'Esercito l'inizio del rinnovamento della forza armata dopo la fine della guerra fredda e le operazioni collegate con la guerra del Kuwait del 1991 e l'operazione Restore Hope in Somalia, primo episodio di battaglia con coinvolgimento di soldati italiani nel dopoguerra, nello scontro poi noto come battaglia del pastificio.

## Le foto di Altofonte
Mentre era in corso l'operazione Vespri Siciliani, primo esempio in Italia di utilizzo di soldati a supporto del contrasto della criminalità mafiosa, nel settembre 1993 la Direzione Investigativa Antimafia di Palermo tramite la procura di Caltanissetta, mosse delle accuse al generale Canino, in quanto durante un rastrellamento nel comune di Altofonte fu rinvenuta una vecchia foto che lo ritraeva in compagnia di un boss della mafia. La procura dichiarò che in quanto "paesani" era normale che in passato si conoscessero, ma le cose peggiorarono dopo la rivelazione che tre boss di Altofonte gli avevano regalato una tomba presso il cimitero cittadino.

## Il caso Di Rosa
Il mese dopo, il 22 ottobre, si dimise dal proprio incarico come reazione alla decisione dell'allora ministro della difesa Fabio Fabbri di destituire il generale Biagio Rizzo. Quest'ultimo venne dal ministro considerato responsabile di non aver controllato l'operato di un altro alto ufficiale, il generale Franco Monticone, chiamato in causa nelle rivelazioni fatte dalla scrittrice Donatella Di Rosa che accusava anche lo stesso Canino di essere in contatto con estremisti di destra.  Secondo Di Rosa, un gruppo di ufficiali, tra cui lo stesso capo di Stato Maggiore, collaborava con il terrorista Gianni Nardi, fatto credere erroneamente morto, e progetta un colpo di Stato per la primavera dell'anno successivo, il 1994. La Di Rosa, soprannominata dai giornali "lady Golpe" parlò anche di campi paramilitari nella Sicilia e nel nord Italia e di traffici di armi con la Somalia, destinate ad operazioni segrete dei servizi segreti italiani sul territorio italiano.  Lo scandalo travolse i militari chiamati in causa: il generale Canino venne duramente attaccato anche dal leader della Lega Nord Umberto Bossi che lo definì «un soldatino di latta... secessionista che parla come un fascista... un generale da operetta che parla per conto della DC e del PSI... un golpista che vuole minacciare i militari onesti», nonché «in odore di mafia», ma negli anni successivi la magistratura destituì completamente di fondamento le accuse, riabilitando completamente i generali coinvolti.
Richiamato dal governo italiano, venne proposto al generale Canino l'incarico di comandante dell'allora SISMI (il Servizio per le informazioni e la sicurezza militare), ma rifiutò categoricamente di rispondere affermativamente alla richiesta.
Trasferitosi in Francia, presso Sceaux (Parigi), prese in moglie la signora Monique. Morì nell'aprile 2008, sempre a Sceaux ed è sepolto nel comune di Altofonte. Presenti al funerale alcune cariche dello stato.

## Decorazioni e onorificenze

### Estere
- Decorato dell'onorificenza di gran commendatore con placca dell'ordine di San Gregorio Magno, autorizzata e firmata dal sommo pontefice Giovanni Paolo 2°.in data 7/93.
- Decorato gran croce al merito militare conferita è firmata dal Presidente della Repubblica Portoghese,in data 3/94.
- Autorizzato a fregiarsi gran cavaliere della repubblica Veterana Brasilera,in data 3/94.
- Autorizzato a fregiarsi gran commendatore di 1ª classe dal dell'ordine al merito dal presidente dell'Austria,in data 3/94.
- Decorato al merito dal generale statunitense Norman Schwarzkopf comandante dell'operazione Desert Storm IRAQ '90.
- Decorato gran commendatore della legion d'onore, conferita è firmata dal presidente francese della Repubblica Francese,in data 4/94.
- Decorato dall'ufficio operazioni dello stato maggiore per rapporti diplomatici tra Italia e Corea.1/90.
- Decorato con medaglia d'oro dall'ufficio operazioni riservate dello Stato maggiore esercito
- Legion d'onore francese